# Expedición Barradas
La expedición de Barradas fue una fuerza militar expedicionaria contra México, ordenada por el Rey Fernando VII y dirigida por el brigadier español Isidro Barradas y el coronel Miguel Salomón, veteranos de la guerra contra Simón Bolívar en Costa Firme. La fuerza expedicionaria española, organizada en la isla de Cuba, fue transportada a las costas de Tampico (Tamaulipas) el 26 de julio de 1829 por una flotilla al mando del marino Ángel Laborde. Las tropas españolas tenían la pretensión de sublevar México, reconquistarlo y restituir el gobierno español en el virreinato de Nueva España. 
La expedición, tras ocupar las ciudades de Tampico, Altamira y los márgenes del río Pánuco, fue finalmente cercada durante la Batalla de Tampico (1829) y el combate del Fortín de La Barra. Diezmadas por el asedio, el clima y las enfermedades, las fuerzas al mando de Isidro Barradas capitularon el 11 de septiembre de 1829 ante el brigadier Antonio López de Santa Anna y Manuel de Mier y Terán. La derrota consolidó la independencia de México y puso fin a los intentos españoles de reconquista de la América continental.

## Organización de la expedición Barradas
En 1828, el Regimiento de la Corona fue reorganizado y partió desde Cádiz hacia la Habana. Durante el trayecto hizo escala en Santa Cruz de Tenerife, donde incorporó un tercer batallón compuesto por quinientos hombres del Regimiento de Infantería Ligera de la Albuhera. Arribaron a la Habana el 12 de agosto sin contratiempos. Sin embargo, por disposición del Capitán General de la isla, el tercer batallón fue disuelto, y los otros dos se acantonaron primero en San Antonio Abad y Guanabacoa, y luego guarnecieron el castillo de la Cabaña. En 1829, el gobierno de Madrid ideó un plan para reconquistar los territorios de Nueva España. Se formó una fuerza considerable en Cuba, y el Regimiento de la Corona, reorganizado el tercer batallón, al mando del brigadier Isidro Barradas, fue designado como vanguardia del ejército reconquistador. 
En enero de 1829, Feliciano Montenegro, quien entonces era el cónsul mexicano en Nueva Orleans, envió una carta a México informando que se encontraban fuerzas expedicionarias españolas en La Habana preparándose con el objeto de reconquistar México. El general Isidro Barradas arribó a La Habana el 2 de junio de 1829, y ordenó la partida del puerto de La Habana con unos 3600 a 4000 soldados integrando el '"Real Ejército de Vanguardia"' y el 5 de julio tomó dirección rumbo a México. La flotilla estaba constituida por un buque insignia, El Soberano, 2 fragatas, 2 cañoneros y 15 buques de transporte, y estaba comandada por el almirante Ángel Laborde.
La fuerza estaba compuesta principalmente por tropa reclutada en Cuba, militares reclutados por Barradas en el Viejo Continente a la que se sumaban españoles exiliados que habían sido expulsados de México en 1827 y deseaban regresar al país. Los exiliados habían convencido al Rey Fernando VII y al general Isidro Barradas que los mexicanos estaban deseosos de volver al dominio español. En la bahía de Campeche, tres días después de su salida de La Habana, la flota se dispersó por cuestión de un violento ciclón. El punto de reunión fue la Isla de Lobos, en Cabo Rojo Veracruz, pero el clima hizo difícil el encuentro. La fragata Amalia y 4 buques de transporte arribaron el 14 de julio, mientras que los demás fueron llegando en la semana siguiente. Por el día 22 de julio, casi toda la flota se encontraba ya en el punto de reunión acordado con excepción de un buque de transporte con 400 soldados, que se vio forzado a dirigirse a Nueva Orleans para ser reparado.

## Orden de Batalla
| División de Vanguardia - Estado Mayor Brigadier Isidro Barradas Coronel Miguel Salomón Coronel Antonio Vázquez - Brigada de la Corona - I batallón Rey Fernando - II batallón Reina Amalia - III batallón Real Borbón (tropa tomada del regimiento Barcelona) - Escuadrón desmontado de caballería (incompleta) - Compañía de artillería - Alrededor de 3.500 hombres (inicialmente) |

## Arribo a Punta Jerez
Los expedicionarios embarcaron rumbo a Punta de Jeréz. Una tempestad dispersó la escuadra cerca de Campeche, pero lograron reagruparse en el paralelo de Cabo Rojo, excepto la fragata Winghan. El regimiento se fraccionó en tres batallones: Rey Fernando, Reina Amalia y Real Borbón. El 26 de julio de 1829, tras la dispersión durante el viaje producto de la tormenta, la flota reunida ancló en la Isla de Lobos, cerca de Tampico, al sur del Río Pánuco. Existe una investigación para localizar el otro lugar de arribo,. Las partes sitúan el lugar de desembarco a 80 km al sur de Tampico, en la costa entre Punta Jerez y Cabo Rojo, Veracruz. Hay un primer intento de llegar a la playa de 750 soldados y 25 botes, sin embargo la marea no les permitió desembarcar a tierra. Ante esta situación, el almirante Laborde ofreció una onza de oro a cualquier hombre que pudiera nadar a tierra y buscar noticias acerca del estado de defensa en el que México se encontraba. Eugenio de Aviraneta e Ibargoyen aceptó. Tomó consigo 12 onzas de oro y una botella que contenía proclamaciones en favor de España. Una vez en tierra, habló con la gente huasteca del lugar, y le dijeron que no se encontraban tropas mexicanas en las cercanías, que sin embargo, el general Felipe de la Garza se encontraba en el pueblo de Tampico con mil hombres aguardando cualquier orden del jefe militar de la zona de Veracruz, el general Antonio López de Santa Anna. Aviraneta fue informado de que el general Felipe de la Garza no sabía del arribo de los españoles, pagándoles 3 onzas a sus informantes, y le dijeron del mejor lugar de playa para desembarcar, pero rechazaron ir con ellos al desembarco temiendo represalias. El desembarco tuvo lugar el 27 de julio.  Este comenzó a las 2 de esa tarde, en el lugar que les habían dicho los huastecos. Las tropas comenzaron su avance marchando hacia Tampico al norte, mientras que los barcos españoles se dirigieron al Río Pánuco. 

## El avance expedicionario
El regimiento de la Corona, sufriendo hambre, sed y el hostigamiento de insectos y enfermedades, logró una primera victoria. El 31 se produjo el primer combate contra fuerzas mexicanas que unos sitúan en los alrededores de Tampico Alto, en el lugar denominado Llano de Los Corchos, confundido en ocasiones con otro lugar que se atribuye el mismo combate, conocido como el Paso de los Corchos, a 5 km al sureste de Tampico Alto, Veracruz.  El 1 de agosto en la quebrada de los Corchos, consiguió desalojar al enemigo de sus posiciones. Sin embargo, las bajas fueron considerables.
A esta victoria siguió la ocupación de Tampico y la Barra de Tampico. Ante la amenaza española, los mexicanos reunieron dos mil hombres bajo el mando Felipe de la Garza. En una nueva batalla, la escuadra española prestó apoyo, y los mexicanos fueron derrotados. El día 15, el brigadier Barradas, ordenó al almirante Laborde zarpar con toda la flota que se encontraba anclada en la costa con rumbo a Cuba. Las tropas españolas avanzaron hacia Tampico de Tamaulipas, evacuado por los mexicanos, y luego hacia Altamira, donde nuevamente derrotaron al enemigo gracias a una maniobra audaz cruzando una laguna. El hecho es que el ejército español pronto ocupó la ciudad y Puerto de Tampico que encontró sin resistencia militar abandonada de la población y desierta. Además se construyó un fortín en La Barra, al norte, en el margen Tamaulipeca de la desembocadura del Río Pánuco, desde donde controló mediante cañones la entrada marítima al puerto. Las penalidades sufridas por las tropas españolas fueron enormes: terrenos accidentados, climas extremos, falta de alimentos y una población hostil que abandonaba los pueblos llevándose los víveres. Las poblaciones mexicanas fueron abandonadas por sus pobladores por lo que los españoles no encontraron el apoyo político, social ni militar esperado. La carencia de alimentos, las enfermedades y el clima mermó la división de Vanguardia que decidió atrincherarse y esperar en Tampico los refuerzos militares que llegarían desde Cuba. 

## Contraataque mexicano

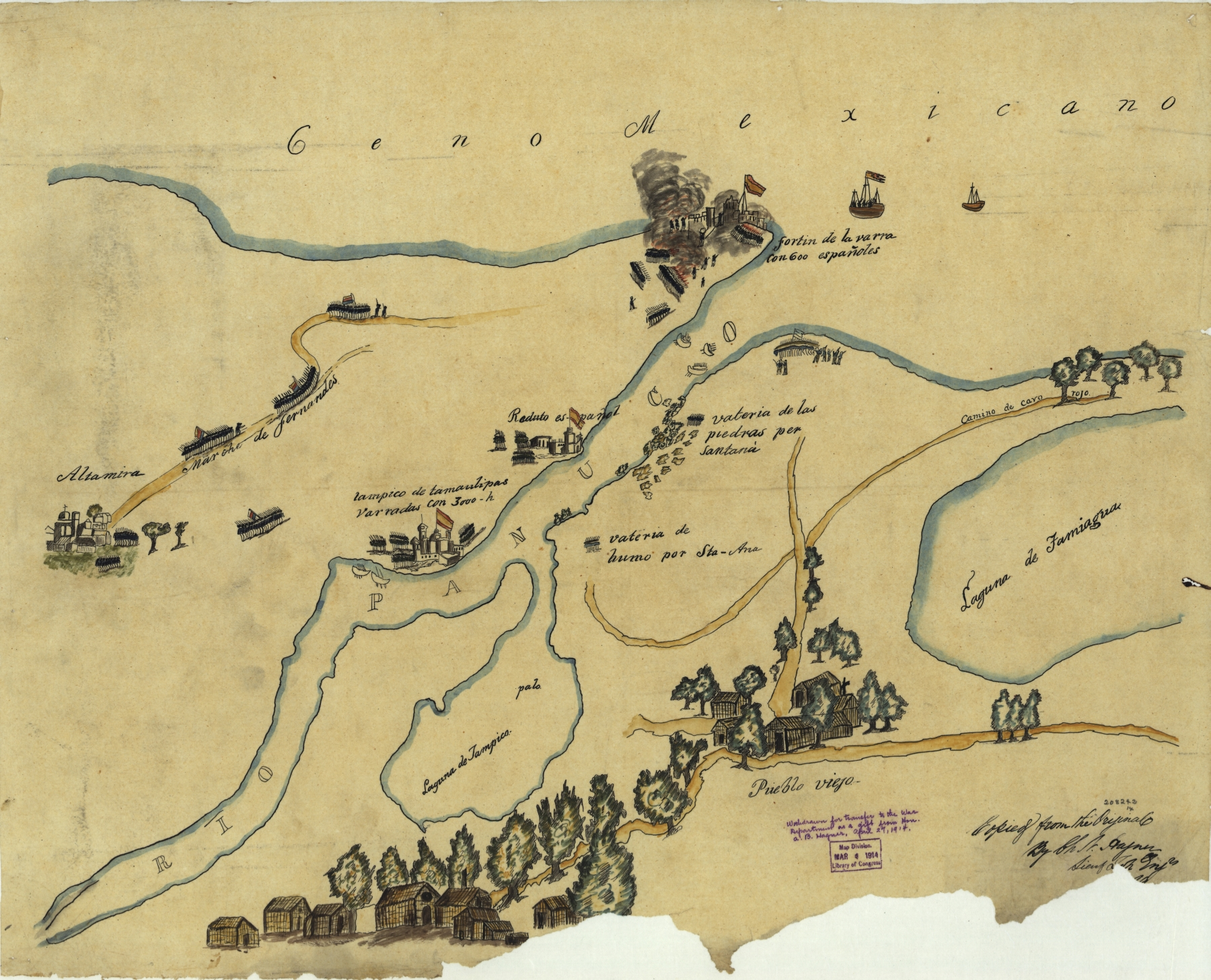
Mapa descriptivo de la expedición de Barradas: desde las posiciones mexicanas en Pueblo Viejo, el general Santa Anna cruza el río Panuco, intenta el asalto y pone sitio a las posiciones españolas en Tampico y la Barra.

Mientras tanto Santa Anna ya se estaba preparando sus operaciones. Tenía organizada una fuerza de 1000 soldados de infantería, 500 de caballería, 4 piezas de artillería, así como una flota de 3 bergantines, 4 goletas y 5 botes artilleros, que se movilizaron para bloquear a las fuerzas de Barradas.  
El contraataque del general mexicano Santa Anna se dirigió sobre Tampico. Los ejércitos mexicanos movilizados desde el Pueblo Viejo, Las Piedras y El Humo, en la margen veracruzana del Río Pánuco, así como desde Villerías y Doña Cecilia en el lado tamaulipeco del río se dirigieron a sitiar a los españoles. El 20 de agosto por la noche, Santa Anna pretendió sorprender a los 600 españoles emplazados en la ciudad de Tampico. La batalla de Tampico (1829), se desarrolló el 21 de agosto en el centro de la población, fue un ataque nocturno a las posiciones españolas ubicadas en la Plaza del Muelle y la Plaza de Armas de Tampico. Aprovechando que Barradas y el grueso de su ejército se encontraban en Municipio de Altamira a 24 km al norte de Tampico, las tropas mexicanas, con Santa Anna a la cabeza, cruzaron el río Pánuco desde el Pueblo Viejo, y combatieron hasta las 2 de la tarde para ocupar la ciudad de Tampico, defendida por el coronel Miguel Salomón, entonces los españoles izaron la bandera blanca para negociar una suspensión de armas, dar tiempo a la llegada de refuerzos, mientras Santa Anna pedía la rendición incondicional de la plaza y la partida de los expedicionarios a Cuba. El coronel Salomón defendió la plaza con valentía, mientras Barradas que se encontraba en Altamira ejecutó una marcha forzada para socorrerlo, recorriendo siete leguas en seis horas.  El oportuno retorno del Gral. Barradas a Tampico obligó al repliegue de las tropas mexicanas, pero aunque logró restablecer el control sobre Tampico, Barradas permitió a Santa Anna retirarse, una decisión errónea que puso en jaque la posición española. Santa Anna, acorralado, pero bajo el amparo de la tregua solicitada por los españoles, pudo regresar a salvo a su cuartel en Pueblo Viejo, desde donde volvería a dirigir el sitio a Tampico y La Barra. Santa Anna se reorganizó y atrajo más refuerzos. Barradas se vio rodeado y bloqueado por mar y tierra. La falta de víveres y la epidemia de tífus minaron la resistencia. 
En la noche, un huracán devastó las posiciones españolas. Al día siguiente, los mexicanos atacaron la fortaleza de la Barra, defendida por el coronel Antonio Vázquez y 300 hombres. Vázquez rechazó las propuestas de rendición y resistió heroicamente el ataque. A pesar de estar herido, continuó dando órdenes. Los mexicanos con 1200 hombres sitiaron el Fortín con 600 españoles adentro. Tras un combate encarnizado, los españoles lograron repeler al enemigo y lanzar una salida exitosa, infligiendo al enemigo 150 muertos y 250 heridos, por 56 muertos y 86 heridos propios. Después de combatir toda la noche, al amanecer los españoles y mexicanos acuerdan un alto al fuego para recoger heridos. La Toma fallida del Combate del Fortín de La Barra de Tampico, en la desembocadura del Río Pánuco, entre los días 10 y 11 de septiembre de 1829 obligó a Santa Anna a abandonar sus planes de una rendición incondicional de los españoles. No obstante, la situación de Barradas era insostenible.    

## Capitulación de Barradas
Agotadas las provisiones y diezmadas las fuerzas, el general Isidro Barradas se rindió al asedio impuesto por Santa Anna. De los 3.144 hombres que partieron de la Habana, regresaron 1.866. Las bajas ascendieron a un jefe, 19 oficiales y 1.200 soldados. A pesar de la capitulación, las victorias en Corchos, Altamira y la Barra de Tampico fueron prueba del valor del regimiento. Llegan más refuerzos del ejército mexicano y antes de reiniciar las hostilidades el general Barradas, sitiado en Tampico y La Barra, solicita parlamento y finalmente deciden acordar una capitulación negociada por el que Barradas se rinde con sus tropas el 11 de septiembre ante el general Antonio López de Santa Anna, firmándose la capitulación en el Pueblo Viejo de Tampico junto al general Manuel Mier y Terán. El ejército español entregó las armas, banderas, cajas y pertrechos de guerra en sus posiciones de la Plaza del Muelle en Tampico y en el Fortín de La Barra en la playa. Los soldados españoles quedaron acantonados como prisioneros de guerra en distintas poblaciones huastecas cercanas hasta que fueron embarcados a La Habana, Cuba durante los siguientes 3 meses. En la Capitulación de Tampico el ejército español se comprometió a no volver a tomar las armas contra la incipiente República con lo que se consolidó la independencia de México con respecto de España.